# Гезундбруннен (Берлин)

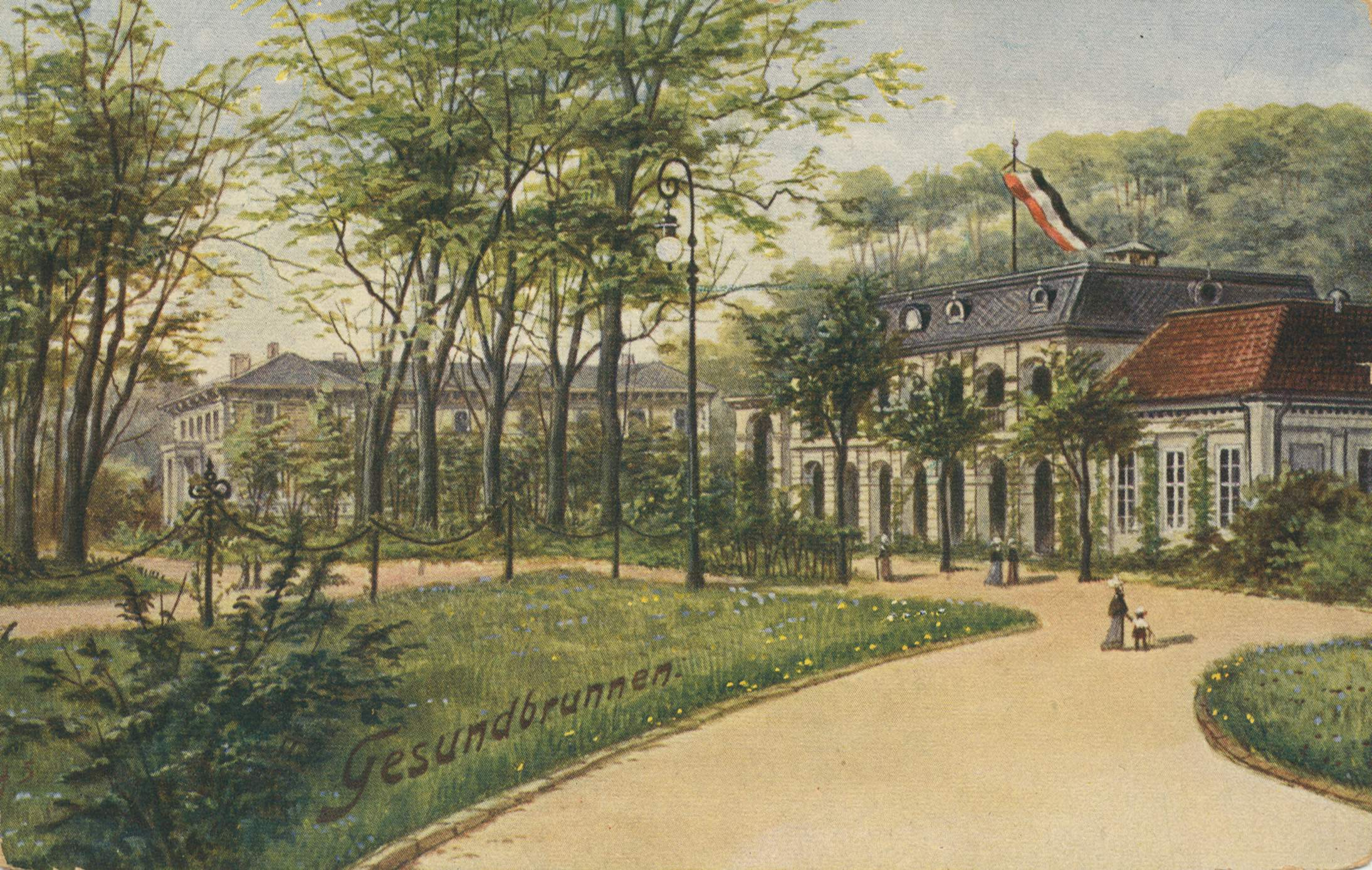
Гезундбруннен. 1900

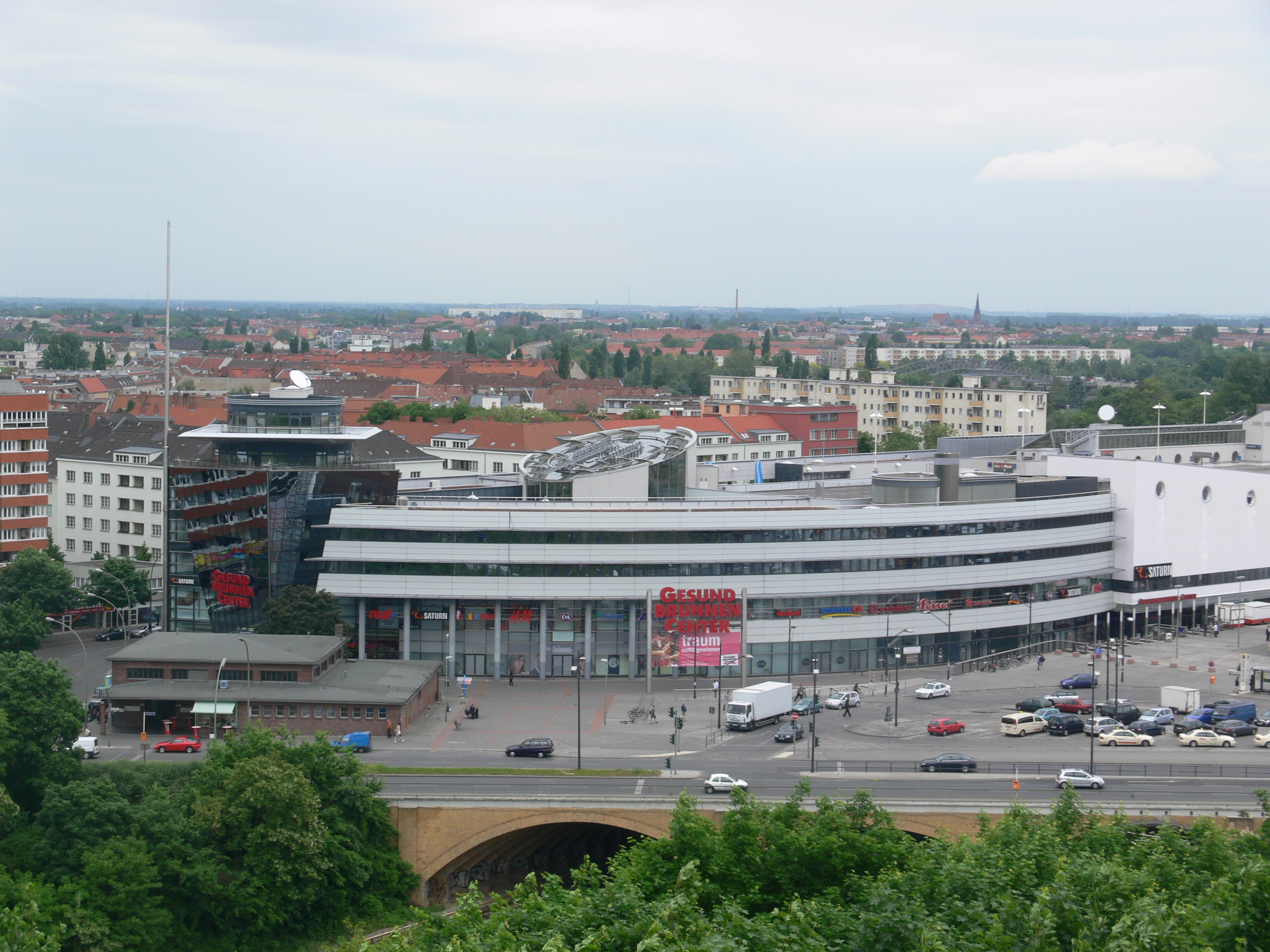
Торговый центр Gesundbrunnen-Center

Гезу́ндбруннен (нем. Gesundbrunnen — «целебный источник») — район в составе административного округа Митте в Берлине. Название района восходит к обнаруженному здесь источнику минеральной воды, которому приписывались целебные и омолаживающие свойства, вокруг которого и возникли первые постройки Гезундбруннена. В 1861 году Гезундбруннен вместе с соседним Веддингом вошёл в состав Берлина. В соответствии с законом «О Большом Берлине» 1920 года Гезундбруннен образовал вместе с Веддингом округ Веддинг. Район Гезундбруннен в его современных границах возник в ходе административной реформы Берлина в 2001 году.
На западе Гезундбруннен граничит с районом Веддинг (новая граница между районами пролегает с 2001 года по Райниккендорфер-штрассе), на севере — с округами Райниккендорф и Панков и на востоке с районом Пренцлауэр-Берг в составе Панкова. На юге от Гезундбруннена располагается округ Митте. Основные транспортные магистрали района — Бадштрассе и Брунненштрассе, пересекающие Гезундбруннен с севера на юг. Основной пункт общественного транспорта района — пересадочный вокзал Гезундбруннен. По району протекает река Панке.

## История
Источник железосодержащей воды впервые упоминается в 1748 году. Его лечебные свойства исследовались и были подтверждены химиком Андреасом Зигизмундом Маргграфом. Придворный аптекарь Генрих Вильгельм Бем приобрёл в 1751 году королевскую привилегию на строительство у источника лечебного учреждения. Бем сообщил королю, что местная минеральная вода по своим качествам превосходит воды из источников в Бад-Фрайенвальде и Бад-Пирмонте. По указанию Фридриха II соответствующая экспертиза была проведена высшей медицинской коллегией, которая показала, что вода не замерзала даже при минусовых температурах. Гезундбруннен получил королевскую поддержку и в честь него поначалу назывался Фридрихс-Гезундбруннен. Возведение лечебного учреждения вокруг источника началось в 1758 году. Купальни, рассчитанные на более чем 1000 лечебных ванн в год, были построены из кирпича, рядом появился шестигранный домик над источником с арочными окнами. Купальни находились в окружении садов, купальных и питьевых павильонов. Курортная гостиница могла принять на ночлег 40 пациентов, страдавших хроническим ревматизмом и глазными болезнями. Здесь также останавливался сам король со своей свитой, когда выезжал на инспекцию близлежащих артиллерийских полигонов. В 1799 году лечебный курорт посетила королева Луиза, разрешившая назвать курорт своим именем — Луизенбад. К 1805 году при курорте Гезундбруннен проживало 105 человек в 23 хозяйствах.
Начиная с середины XVIII века Гезундбруннен всё больше приобретал курортный характер. Сам источник находился на заднем дворе по современному адресу Бадштрассе 38/39, в нескольких метрах от станции метро Панкштрассе. В 1882 году в ходе прокладки канализации источник по недосмотру был засыпан. На углу улицы Бадштрассе с Травемюндер-штрассе до настоящего времени сохранились строения некогда курорта Луизенбад, находящиеся под охраной государства, где с 1995 года располагается Центральная окружная библиотека Луизенбад.
С середины XIX века популярность минерального источника у жителей Берлина оценили и трактирщики, открывшие на Бадштрассе многочисленные пивные сады и загородные рестораны. В это же время в Гезундбруннене получили распространение азартные игры и проституция, превратив его в квартал развлечений.
После присоединения к Берлину Гезундбруннен в составе округа Веддинг превратился в рабочий район с домами казарменного типа. В 1900 году был построен вокзал Гезундбруннен. В 1930 году в Гезундбруннене была проложена 8-я линия Берлинского метрополитена. В годы Веймарской республики округ Веддинг стал оплотом рабочих партий и был известен как «красный Веддинг». В нацистской Германии в районе работали участник движения Сопротивления, многие из которых погибли. Застройка Гезундбруннена сильно пострадала от бомбардировок союзнических войск. После капитуляции Германии до конца июня 1945 года Гезундбруннен находился под командованием советских войск, затем перешёл в британский и позднее французский сектор оккупации. В послевоенное время Бадштрассе превратилась в одну из самых известных торговых улиц Берлина. В Гезундбруннене также находился самый крупный кинотеатр Берлина «Лихтбург», построенный в 1930-е годы архитектором Рудольфом Френкелем. До возведения Берлинской стены сюда за покупками съезжались жители и советского сектора Берлина, и пригородов столицы. Берлинская стена отрезала Гезундбруннен от соседних восточных районов. Жилой фонд Гезундбруннена находился в плохом состоянии. После 1961 года в Гезундбруннене стали селиться приглашённые на работу граждане Турции.
По решению Сената Берлина в 1963 году началась реконструкция зданий по Брунненштрассе. Ветхие строения на выкупаемых государством земельных участках подлежали сносу, а жители этих кварталов переселялись в новостройки в Меркишес-Фиртель. С 1972 года началось возведение современных жилых кварталов, были построены новые станции метро. До начала 1980-х годов в Гезундбруннене располагались многочисленные промышленные предприятия, наиболее известным из которых была производственная площадка компании AEG.
Современный Гезундбруннен сталкивается с крупными социальными проблемами — высоким уровнем безработицы в 17 % и чрезвычайно высокой долей среди населения молодёжи в возрасте до 15 лет, получающей государственную помощь (70 %).

## Достопримечательности
- Участковый суд Веддинга
- церковь Святого Павла
- фабрика Rotaprint
- церковь Святого Стефана
- зал Петера Беренса
- Народный парк Гумбольдтхайн
- Вокзал Берлин-Гезундбруннен
- Церковь Святой Афры